# Horacio López Salgado
Horacio López Salgado (ur. 15 września 1948 w Taxco) – meksykański piłkarz występujący na pozycji napastnika.

## Kariera klubowa
López Salgado pochodzi z miasta Taxco de Alarcón, gdzie zaczynał grę w piłkę w lokalnych zespołach w kategoriach juniorskich i młodzieżowych. W późniejszym czasie przeniósł się jednak do stołecznego miasta Meksyk, z powodu problemów z pracą swojego ojca. Tam równolegle ze studiami politechnicznymi wciąż interesował się futbolem, a po udanym występie w jednym z turniejów międzyszkolnych udał się na testy do drużyny Club América za namową znajomego, a zarazem brata innego piłkarza Aaróna Padilli. Zakończyły się one pomyślnie, wobec czego młody zawodnik pozostał w ekipie i w sezonie 1967/1968, w spotkaniu z Veracruz, zadebiutował w barwach Amériki w meksykańskiej Primera División, wchodząc na plac gry jako rezerwowy. W Américe spędził ogółem niecałe cztery lata, zdobywając z zespołem José Antonio Roki dwa trofea – w sezonie 1970/1971 wywalczył swój pierwszy tytuł mistrza Meksyku, a zaraz potem zdobył również krajowy superpuchar – Campeón de Campeones.
W połowie 1971 roku López Salgado przeszedł do klubu Cruz Azul, który właśnie przeniósł swoją siedzibę do stolicy z miasta Jasso w stanie Hidalgo. Tam już od samego początku musiał rywalizować o miejsce w pierwszym składzie z ówczesną gwiazdą ekipy Octavio Muciño, lecz już po roku jego kosztem zapewnił sobie niepodważalną pozycję w drużynie. Na początku lat siedemdziesiątych wraz ze skrzydłowymi Fernando Bustosem i Eladio Verą stworzył legendarny atak najlepszej drużyny Cruz Azul w historii, zwanej "La Máquina" ("Maszyna"). Już w swoim pierwszym sezonie, 1971/1972, zdobył ze swoim klubem mistrzostwo Meksyku, a ponadto zwyciężył w najbardziej prestiżowych rozgrywkach kontynentu – Pucharze Mistrzów CONCACAF oraz zajął drugie miejsce w superpucharze kraju i Copa Interamericana. W rozgrywkach 1972/1973 ponownie osiągnął tytuł mistrzowski, zaś w sezonie 1973/1974 wywalczył z ekipą prowadzoną przez Raúla Cárdenasa swoje czwarte z rzędu mistrzostwo Meksyku, a także dotarł do finału krajowego pucharu – Copa México i wygrał Campeón de Campeones.
W sezonie 1974/1975 López Salgado wywalczył tytuł króla strzelców ligi meksykańskiej, zdobywając 25 goli w 38 spotkaniach. Dzięki temu został pierwszym graczem w historii, który zdołał odnieść ten sukces, reprezentując barwy Cruz Azul. Podczas rozgrywek 1978/1979 zdobył za to ze swoją ekipą, trenowaną już wówczas przez Ignacio Trellesa kolejny tytuł mistrza Meksyku. Rok później, w sezonie 1979/1980, zanotował swoje szóste i zarazem ostatnie w karierze mistrzostwo kraju, lecz wówczas nie miał już wówczas tak pewnego miejsca w wyjściowej jedenastce jak poprzednio. Rozgrywki 1980/1981, zwieńczone dla stołecznego zespołu tytułem wicemistrza Meksyku, spędził już w roli głębokiego rezerwowego, zaledwie trzykrotnie pojawiając się na boiskach. Triumfował ponadto ze swoją drużyną w dwóch towarzyskich rozgrywkach w Hiszpanii: w 1979 roku w Torneo de Almería i w 1980 roku w Torneo de Burgos. Ogółem w barwach Cruz Azul spędził jedenaście lat, zdobywając w tym czasie aż 132 gole. Taki wynik daje mu pozycję drugiego najlepszego strzelca w dziejach drużyny, ustępując jedynie Carlosowi Hermosillo. Jest uznawany za jedną z największych legend w historii klubu; został jednym z nielicznych członków galerii sław Cruz Azul.
W 1982 roku López Salgado został zawodnikiem trzeciego już klubu z siedzibą w mieście Meksyk, właśnie reaktywowanego Club Necaxa. Tam spędził jednak niecały rok – w tym czasie rozegrał zaledwie pięć ligowych meczów, nie potrafiąc przerwać serii niemal trzech lat bez zdobytego gola w Primera División. Piłkarską karierę zakończył w wieku 35 lat, później zajął się szkoleniem juniorów Cruz Azul. Był opisywany jako bardzo groźny napastnik, wyczekujący na błąd defensywy przeciwnika, czasami występował również na pozycji skrzydłowego. Mimo słabych warunków fizycznych potrafił dobrze grać głową. Uznawany za jednego z najlepszych napastników w historii meksykańskiej piłki, w swoim rodzinnym Taxco jest symbolem sportu. Ze 172 golami na koncie zajmuje trzynaste miejsce w tabeli strzelców wszech czasów ligi meksykańskiej.

## Kariera reprezentacyjna
W reprezentacji Meksyku López Salgado zadebiutował za kadencji selekcjonera Raúla Cárdenasa, 22 grudnia 1968 w zremisowanym 0:0 spotkaniu z RFN. Premierowego gola w kadrze narodowej strzelił natomiast w dwunastym występie, 15 marca 1970 w wygranym 3:1 sparingu z Peru. W tym samym roku znalazł się w składzie powołanym przez Cárdenasa na Mistrzostwa Świata w Meksyku. Tam był jednak rezerwowym graczem swojej reprezentacji, występując w dwóch z czterech spotkań, w tym w jednym w pierwszym składzie; w fazie grupowej z ZSRR (0:0) i Salwadorem (4:0). Meksykanie, pełniący wówczas rolę gospodarzy, po raz pierwszy w historii na mistrzostwach świata zdołali wyjść z grupy, w której zajęli drugie miejsce, lecz odpadli z mundialu zaraz potem, w ćwierćfinale. Później grał jeszcze w eliminacjach do Mistrzostw Świata 1974, w których cztery razy wpisywał się na listę strzelców – w meczach z Bermudami (4:0), Hondurasem (1:1) i dwukrotnie z Curaçao (8:0) – jednak meksykańska reprezentacja kosztem Haiti nie zakwalifikowała się na tamten mundial. W 1975 roku wygrał jeszcze z drużyną narodową towarzyski turniej Copa Ciudad de México, a ogółem swój bilans reprezentacyjny zamknął na 52 rozegranych meczach, w których strzelił trzynaście bramek.